# 益田市匹見過疎バス
益田市匹見過疎バス（ますだしひきみかそバス）は、島根県益田市匹見地域にて運行している廃止代替バス。「やまびこバス」の愛称がある。
なお、本記事では、同じく益田市匹見地域にて運行している、益田市匹見福祉バス（ますだしひきみふくしバス）についても述べる。

## 概要
- 元々合併前の匹見町が匹見町過疎バス（ひきみちょうかそバス）として運行していたものを、合併後の益田市が引き継いだものである。
- 事前予約制を採っており、利用者は利用する日の前日（前日が運休日の場合は直前の運行日）までに利用を申し出る必要がある。予約のない区間は運休。
- 運賃は10円単位の区間制で、12歳未満の小人は半額（10円未満の端数は四捨五入）、保護者同伴の4歳未満の幼児は1人まで無料。
  - 回数券（11枚綴りで10回分の料金）もある。
- 日曜・祝祭日及び12月30日～1月4日の間は運休。
- 運行形態は、道路運送法の規定に基づく自家用自動車（白ナンバー車）による有償運送である。

## 沿革

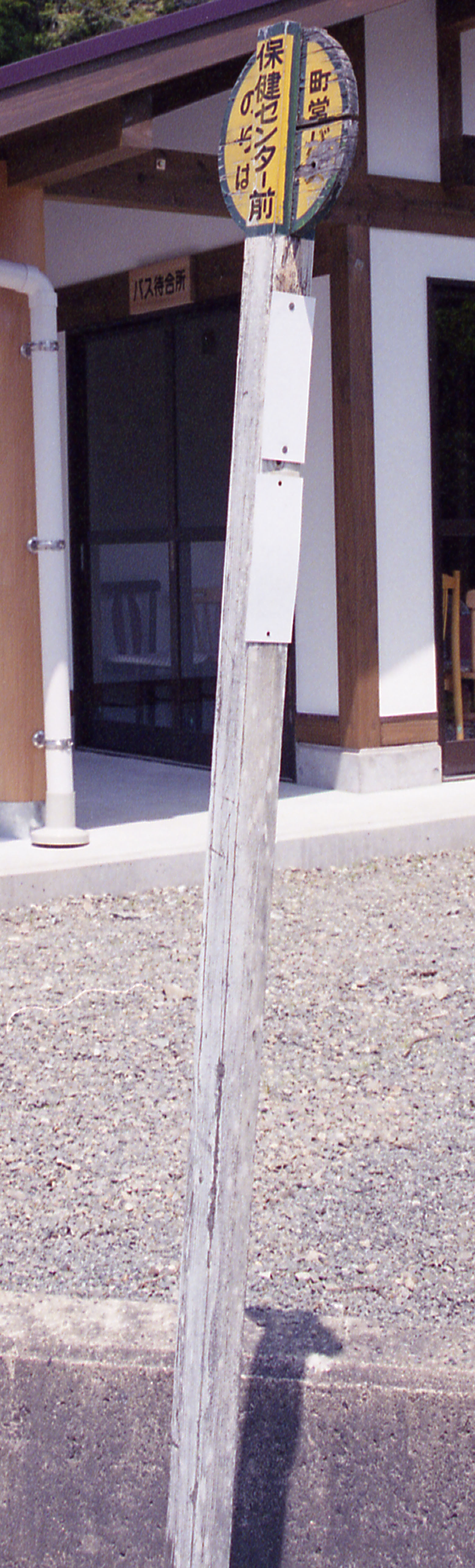
匹見町過疎バス当時のバス停

- 1971年12月1日 - 匹見上 - 道川間にて匹見町過疎バス運転開始（石見交通廃止代替）。1日1往復、町が管理者で運転は地区住民に委託。[1]
- 1975年8月 - 石見交通匹見上 - 三葛間廃止に伴い、匹見上 - 三葛間に過疎バス運転開始。1日1往復（12月に2往復に増便）。[1]
- 1986年4月 - スクールバス一般利用による匹見上 - 石谷間過疎バス運転開始（1985年11月15日廃止の石見交通石谷線の代替）。1日2往復。[1]
- 1986年11月 - 矢尾口まで過疎バス運行開始。[1]
- 1993年4月 - 矢尾上まで延長。[1]
- 2001年10月 - 過疎バス小原線（匹見峡温泉 - 七村口）運行開始。[1]
- 2004年11月1日 - 匹見町の益田市への合併に伴い、益田市匹見過疎バスとなる。
- 2007年5月1日 - 事前予約制導入。過疎対策事業債により13人乗りの車両を導入。[2]

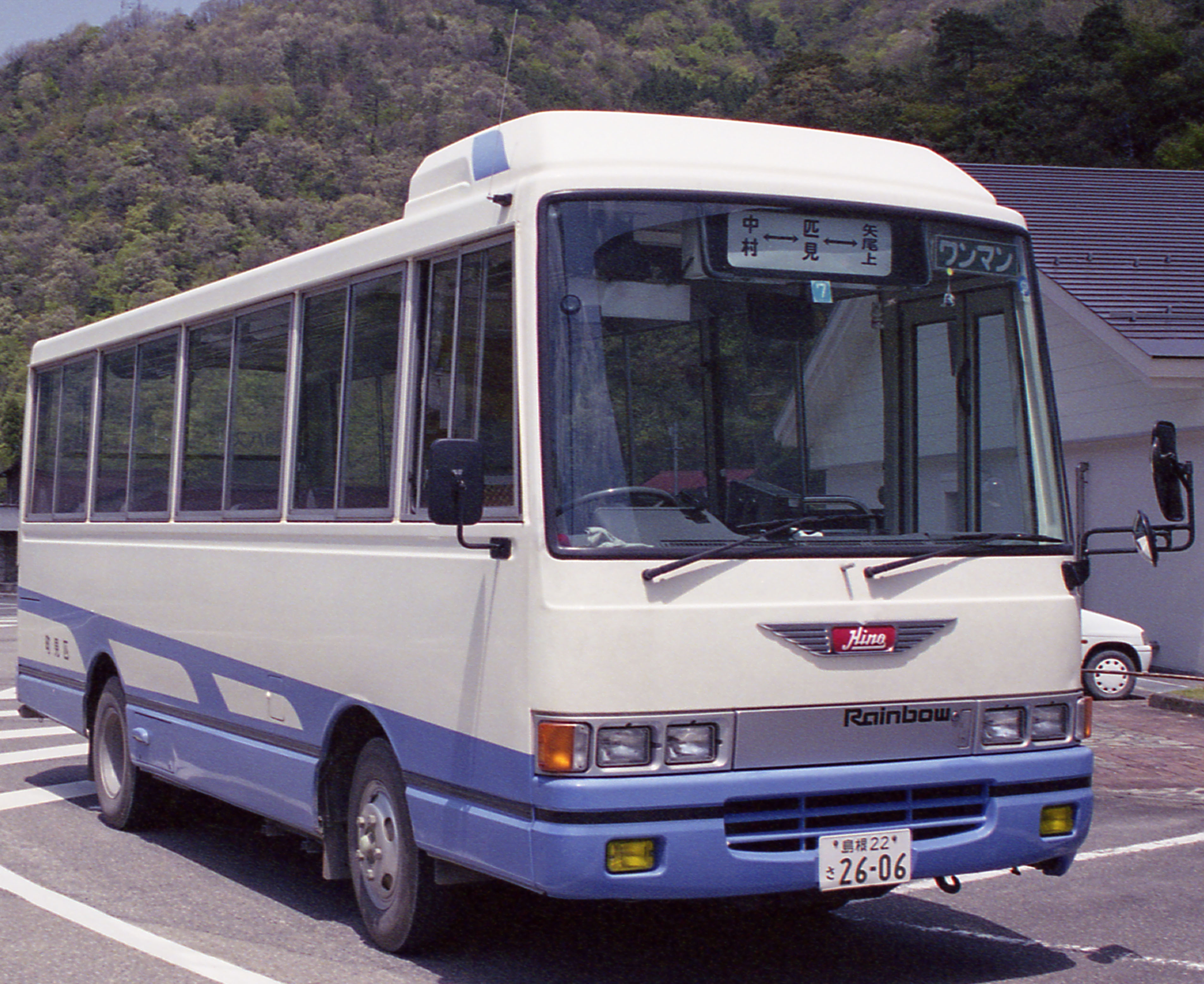
匹見町過疎バスの車両（1999年当時）

## 路線
以下5路線がある。 ※（）内は不経由便あり
道川線（27 km）
- 匹見峡温泉 - 総合支所前 - 保健センター前 - 下道川 - 出合原（ - 臼木谷 - 出合原）（ - 日の里 - 美都温泉）

三葛線（15 km）
- 匹見峡温泉 - 保健センター前 - 総合支所前 - 紙祖元組 - 三葛

石谷線（30 km）
- 匹見峡温泉 - 総合支所前 - 保健センター前 - 落合 - 能登口（ - 能登集会所） - 大津 - 谷口 - 中村

矢尾線（8 km）
- 匹見峡温泉 - 総合支所前 - 保健センター前 - 落合 - 矢尾上

小原線（6 km）
- 匹見峡温泉 - 保健センター前 - 総合支所前 - 紙祖元組 - 七村口

## 益田市匹見福祉バス
- 元々合併前の匹見町が、道川診療所への交通手段の確保のため匹見町福祉バス（ひきみちょうふくしバス）として運行していたものを、合併後の益田市が引き継いだものである。
- 事前予約制を採っており、利用者は利用する日の前日（前日が運休日の場合は直前の平日）までに利用を申し出る必要がある。
- 運賃は区間により100円または200円で、小人などの扱いは過疎バス（上記）と同じ。
- 運行日は火曜・木曜のみで、祝祭日または12月29日～1月3日の場合は運休。
- 車両は、匹見地域内のスクールバス用車両を活用している。

### 沿革
- 2000年4月 - 匹見町福祉バス運行開始。道川診療所 - 下道川下組・臼木谷猪畑・日の里の3路線、週2回（道川診療所の診療日に合わせる）、1日2往復。[1]
  - 道川小学校のスクールバスの空き時間を利用。運賃は匹見町過疎バスと同じ。
- 2004年7月 - 運行を（有）中国自動車整備センターに委託。[1]
- 2004年11月1日 - 匹見町の益田市への合併に伴い、益田市匹見福祉バスとなる。
- 2007年5月1日 - 事前予約制導入。

### 路線
以下3路線がある。
下道川線（5.5 km）
- 道川診療所 - 下道川 - 下道川下組

臼木谷線（5.8 km）
- 道川診療所 - 臼木谷

日の里線（3.7 km）
- 道川診療所 - 日の里